# Nanny Palmkvist
Johanna "Nanny" Palmkvist, född den 18 augusti 1862 i Torrlösa socken utanför Svalöv, död 10 april 1940 i Gudmuntorps socken, var en svensk folkskollärare och pionjär i skolans värld. Hon var på många sätt före sin tid och efterlyste en skola som var anpassad efter varje barn och dess förutsättningar. Hon har även fått Nanny Palmkvistskolan namngiven efter sig där hennes tankar och visioner om undervisning hålls vid liv. Palmkvist har publicerat flera skrifter, både i eget namn och under pseudonymen Alf som hon även använde när hon skrev i dagspressen.

## Biografi

### Engagemang för kvinnors rättigheter

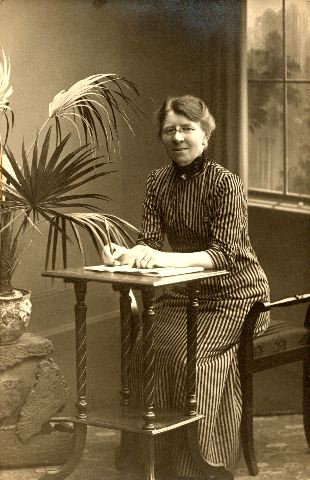
Nanny Palmkvist.
Foto: Nelly Gunnarsson.

Palmkvist var under flera decennier engagerad i rörelsen för kvinnlig rösträtt och deltog på möten och i kampanjer på flera orter i södra Sverige. År 1894 gav hon ut skriften Öppet bref till Sveriges kvinnor, om behofvet af en allmän svensk kvinnoförening. I skriften argumenterade hon för vikten av att införa kvinnlig rösträtt, att kvinnor skulle ha tillgång till hela arbetsmarknaden på samma villkor som män och för lika lön mellan könen. Skriften fick fina rekommendationer i veckotidningen Idun: 
| ”                 | Vi kunna därför med full trygghet rekommendera fröken Nanny Palmkvists lilla skrift och till denna vår rekommendation foga den önskan, att rätt många bland Sveriges tänkande kvinnor må besjälas af samma entusiasm för kvinnornas sak, som så helt gripit författarinnan. | „ |
| – Idun, 1895, nr3 | |   |

Hennes engagemang blev också partipolitiskt och hon var med och bildade Helsingborgs socialdemokratiska kvinnoklubb och var med i dess första styrelse.

### I skolans värld
Palmkvist var verksam som lärare i Helsingborg under 40 år. Hon började dock sin lärargärning i Landskrona bara 17 år gammal. Under sin tid som lärare i Helsingborg arbetade hon på flera skolor och gick i pension 1922. År 1907 fick hon tillåtelse att använda en ny metod för välskrivning som hon tyckte var friare och bättre; hon fortsatte med den även efter försökstidens slut.
I skriften Framtidens folkskola från 1908 skrev hon om begreppet ”sol i skolan”. För henne stod detta för arbetsglädje och ”icke arbetets möda och tristhet som släcker flamman i frågande barnaögon”. Hon slog även fast att ”skolan ska giva lyckomöjligheter. Ty lycka är att ha funnit sin rätta plats i livet, den rätta användningen för sina anlag och krafter”. Hon skrev också att ”Varje barn föds med sina anlag. Det är dess rätt att få dessa anlag utvecklade”.
Hon lyfte även fram vikten av att låta barnet tänka fritt. ”Därav följer undersökning. Giv barnet tillfälle att praktiskt omsätta sina tankar. På den vägen lär barnet verkligen något”.

### Läsesalong Tysta Marie

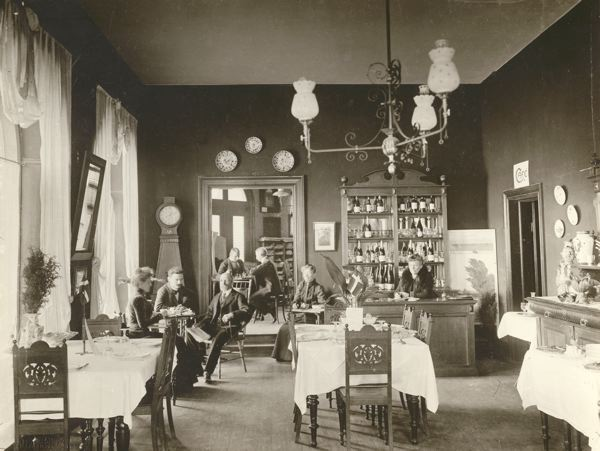
Tysta Marie, 1901. Från vänster: Froyk, artist Nils Selander, Palmqvist (fader till Nanny Palmqvist), fröken Hjertstrand, i fonden: ingeniör Froyk och agent Olofsson, en kort tid innehavare. Foto: Alfred B. Nilson.

Hösten 1892 startade Palmkvist tillsammans med husföreståndarinnan Wilhelmina Hjertstand en kombinerad läsesalong, matsal och pensionat vid namn Tysta Marie på Södra Storgatan 22 i Helsingborg. Ett år senare flyttade verksamheten till rymligare lokaler på Järnvägsgatan 3 med utsikt över hamn och sund. Det fanns ett stort urval av huvudsakligen skönlitteratur men också uppslagsverk, tidskrifter och dagstidningar. Läsesalongen var öppen från klockan nio på morgonen till klockan tio på kvällen och entrén var 10 öre. Det stadsbibliotek som hade öppnat i Helsingborg 1860 tog ut en årsavgift på 1 kr för boklån, och var vid den här tiden inte någon kommunal verksamhet.
I slutet av 1890-talet drev Tysta Marie även en hushållsskola med undervisning i ”vanlig och vegetarisk matlagning” men år 1908 bestämde sig Palmkvist för att lägga ner hela verksamheten. Hon lämnar över till Anna och Emma Pehrsson, som under ett par år driver verksamheten vidare på Drottninggatan 70, men efter år 1911 finns inga spår av Tysta Marie i Helsingborg.

### Pionjär som cyklist
I början av 1890-talet väckte Palmkvist stor uppmärksamhet genom att vara pionjär som kvinnlig cyklist och 1892 publicerade tidskriften Idun hennes reseberättelse från en cykelfärd från Helsingborg till Jönköping.

## Nanny Palmkvistskolan
År 1995 invigdes Nanny Palmkvistskolan som ligger centralt i Helsingborg. Antje Sigelius som var rektor vid starten planerade skolan med ledorden integration, arbetslag, småskalighet, flexibilitet och ekologiskt tänkande. Skolan är inspirerad av folkskolläraren Nanny Palmkvist som redan 1908 tänkte sig framtidens skola som en skola fylld av glädje, nyfikenhet och möjligheter.